# Oxazol
Oxazol é um composto orgânico uma vasta família de compostos heterocíclicos aromáticos. São os azóis com um átomo de oxigênio e um átomo de nitrogênio separados por um átomo de carbono.  Oxazóis são compostos aromáticos mas menos que os tiazóis. Oxazol é uma base fraca; seu ácido conjugado tem um pKa de 0,8, comparado a 7 para o imidazol.